# Rinorea hummelii
Rinorea hummelii là một loài thực vật có hoa trong họ Hoa tím. Loài này được Sprague miêu tả khoa học đầu tiên năm 1921.